# مرده از درون (ترانه)
«مرده از درون» (به انگلیسی: Dead Inside) تک‌آهنگی از میوز (گروه موسیقی) است که در سال ۲۰۱۵ میلادی منتشر شد. این تک‌آهنگ در آلبوم پهپادها (آلبوم میوز) قرار داشت. این آهنگ اولین ترانه از آلبوم است.
این تک‌آهنگ در چارت‌های راک آمریکا، آلترنیتو آمریکا، و چارت راک بریتانیا در رتبه اول قرار گرفت.